# سرخ کنگو

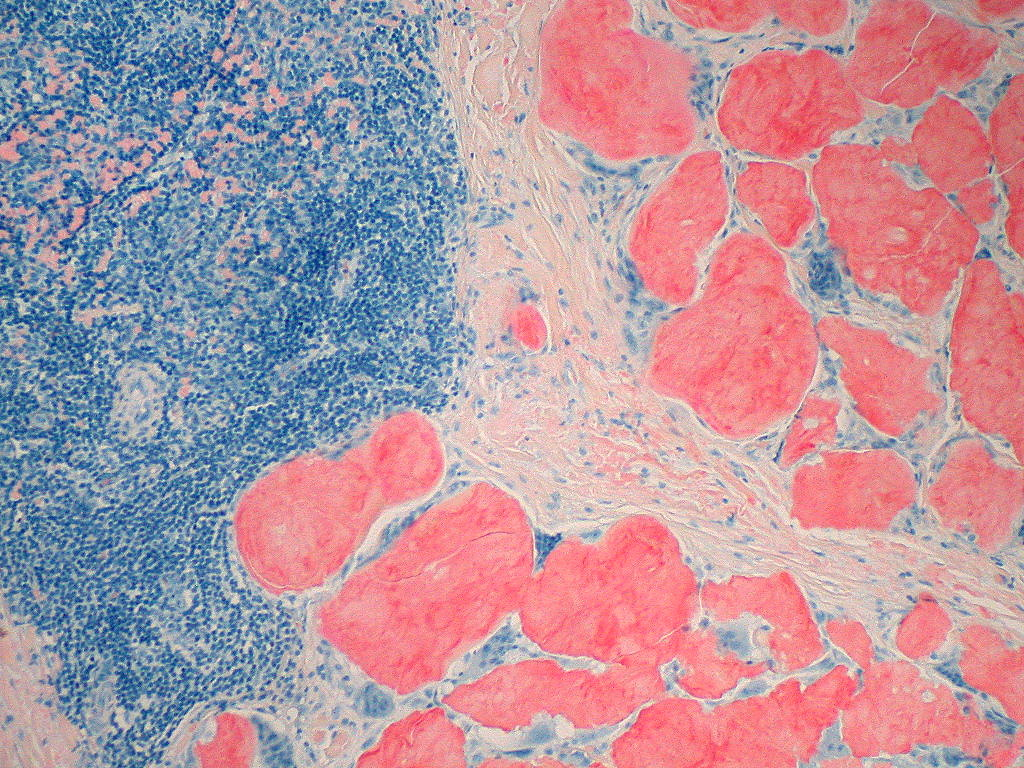
رسوبات آمیلوئید رنگ شده با سرخ کنگو

سرخ کنگو (به انگلیسی: Congo red) نمک سدیمی از بنزیدین‌دی‌آزو-بیس-۱-نفتیل‌آمین-۴-سولفونیک اسید است. که به عنوان جوهر بیولوژیکی و شناساگر اسید-باز بکار می‌رود که در محلول‌های بازی سرخ و در محلول‌های اسیدی آبی رنگ است.